# Čelnik
Tchelnik
Ne doit pas être confondu avec Tchetniks.
Čelnik (en serbe cyrillique : челник) était un haut titre de noblesse à l'époque du royaume de Serbie, de l'Empire serbe et du despotat de Serbie.
Au début, le détenteur du titre se voyait confier la sécurité des propriétés de l'Église, un peu à la manière d'un vidame catholique, si bien qu'il jouait le rôle de juge et d'exécuteur des décisions du souverain dans les querelles entre l'Église et la noblesse.
Au début du XVe siècle, au temps du despotat, le titre de veliki čelnik ou « grand čelnik » (велики челник) était l'équivalent d'un comte palatin et il était le plus haut titre de noblesse à la cour, ce qui lui valait de détenir de grandes provinces, des propriétés et des honneurs.

## Histoire
Sous le règne du roi Stefan Milutin (1282–1321), les détenteurs du titre de « čelnik » « se voyaient confier la protection des terres de l'Église contre l'arbitraire des autorités, de sorte qu'ils apparaissent dans le rôle de juges ou d'exécuteurs des décisions du souverain, lorsqu'il s'agissait de différends entre les églises et les autorités »,. À cette époque, le titre correspondait à un rang plus élevé que celui de stavilac, mais moins élevé que ceux de kaznac et tepčija ; le titre de voïvode désignait le rang le plus élevé ; on ignore si, à cette époque, une seule personne ou plusieurs personnes à la cour portaient ce titre.
Sous le règne du roi Stefan Dečanski, il y avait deux ou trois détenteurs du titre en même temps. Le titre de « veliki čelnik » est mentionné pour la première fois sous Stefan Dušan. Le « grand čelnik » supervisait plusieurs autres čelniks, chaque čelnik commandant des fortifications militaires et sans doute leurs troupes ou étant l'« ancien » (en serbe : starešina) d'un grand nombre de villages. Après Jovan Oliver et Dimitrije, il semble que ce titre n'ait pas été donné à la cour de Stefan Dušan. Pendant que Branilo (fl. 1347) et Đurica (fl. 1350) ont été au service du roi, il est également fait mention d'Andronik, un čelnik de la région de Polog, qui n'appartient probablement à la même catégorie que les deux précédents.

### Liste de čelniks connus
- Gradislav Vojšić (1284–1327), a servi Stefan Milutin (1284)[9]
- Branko (1306–1319), a servi Stefan Milutin (1305–1306)[9]
- Đuraš Ilijić (1326–1362), a servi Stefan Dečanski (1326)[3]
- Gradislav Vojšić (1284–1327), Stefan Dečanski (1327)[3]
- Vukdrag (mort en 1327), a servi Stefan Dečanski[3]
- Branilo, a servi Stefan Dušan (1347)[4]
- Đurica, a servi Stefan Dušan (1350)[4]
- Andronik, a servi Stefan Dušan (1350)[7]
- Stanislav, a servi les Dejanović (1377)
- Musa, a servi Stefan Uroš V
- Vuk, a servi Stefan Lazarević (1402)[10]
- Đurađ Golemović (1453), a servi Đurađ Branković[11]
- Miloš
- Miloš Pović (1370)
- Smil

## Veliki čelnik
C'est au début du XVe siècle, à l'époque du despotat de Serbie que le titre de « veliki čelnik » est devenu l'équivalent de celui de comte palatin ; il a alors désigné le plus rang à la cour après le souverain lui-même. Le plus célèbre d'entre eux a été le grand čelnik Radič (fl.  1413–1441),.

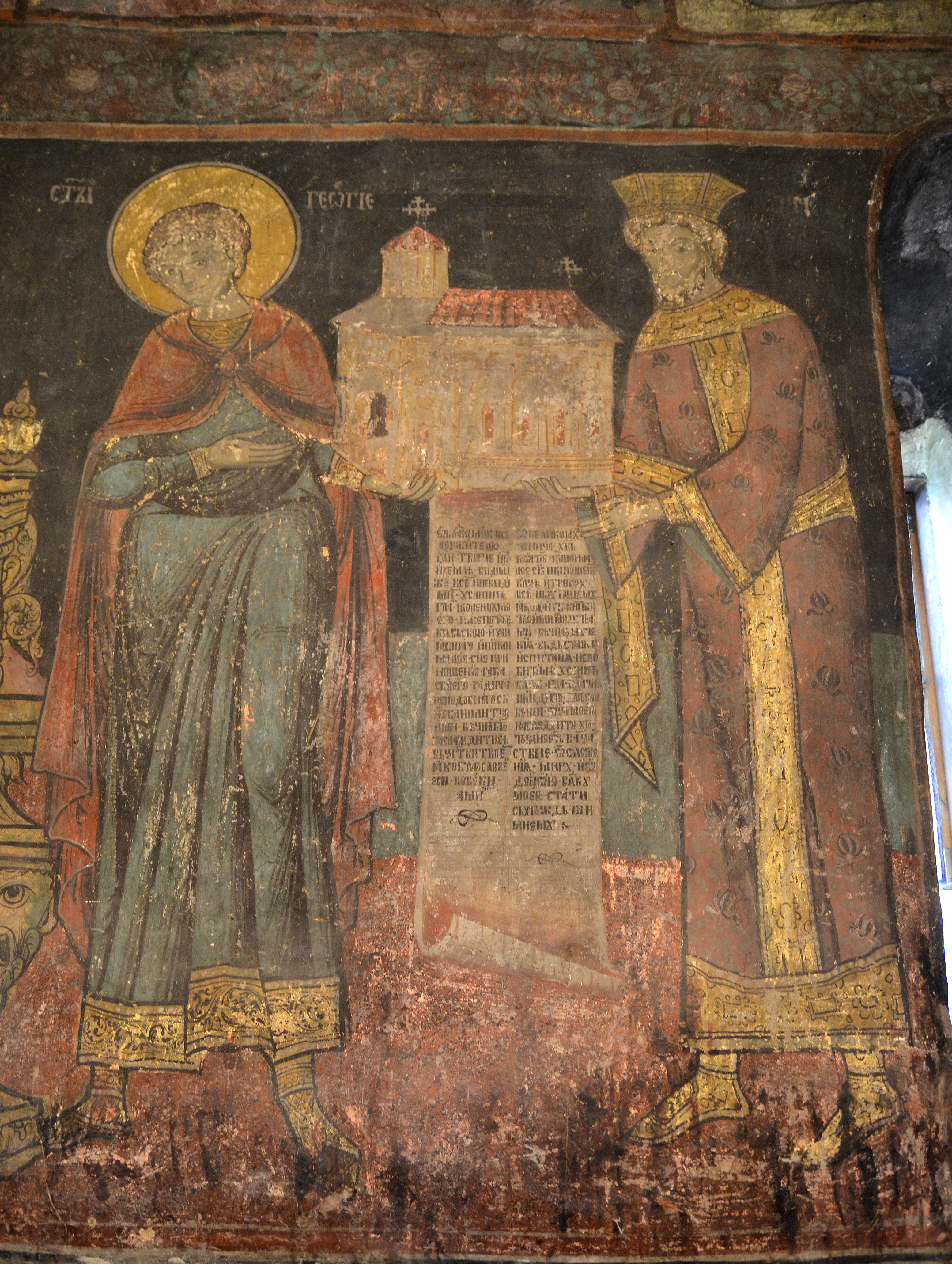
Radič Postupović (à droite), présentant la maquette de l'église Saint-Georges du monastère de Vraćevšnica (au Christ).

### Liste de veliki čelniks connus
- Jovan Oliver, a servi Stefan Dušan (avant 1340)[4]
- Dimitrije, a servi Stefan Dušan (avant 1349), [4] puis Stefan Uroš V (fl. 1359)
- Hrebeljan, a servi Stefan Lazarević (1405)[13]
- Radoslav,
- Radič, a servi Stefan Lazarević
- Radič, a servi Đurađ Branković (1429)
- Mihailo Anđelović (1458), a servi Đurađ et Lazar Branković